# Vapor Itata
El vapor Itata fue un barco de vapor de transportes construido en 1873 en astilleros ingleses y que tuvo parte en importantes sucesos de la historia de Chile a fines del siglo XIX. Naufragó durante un temporal en las costas de la Región de Coquimbo en 1922.

## Antecedentes
Fue construido en los astilleros R & J Evans & Co. de Liverpool (Inglaterra) en 1873. Su casco era de hierro con proa tipo clíper, desplazaba 1776,5 toneladas gruesas tenía una eslora de 88 m, un calado de 6 m y era propulsado por una sola hélice cuya maquinaria lo impulsaba a 12 n. Podía acomodar a 410 pasajeros y albergar en sus bodegas 210 vacunos en pie. Llegó a Chile en 1874 e, inicialmente, fue operado por la CSAV.
Debido a la Guerra del Pacífico, fue arrendado en mayo de 1879 a la Armada de Chile, que lo utilizó como transporte de tropas y material de guerra. Participó en todas las campañas: en el Desembarco y combate de Pisagua, en la Campaña de Tacna y Arica, la Expedición a Mollendo, la Expedición Lynch y en la Campaña de Lima. Incluso logró escapar dos veces al temido Monitor Huáscar gracias a su mayor andar, el 25 y 26 de mayo de 1879.
Transportó en total 2875 pasajeros en las cámaras y 40 393 en cubierta. Tras el Asalto y Toma del Morro de Arica, el Itata recibió a la tripulación del monitor Manco Cápac que había sido hundido por ella misma.: 293  Una vez terminada la guerra, fue devuelto a la CSAV.
Al comienzo de la Guerra civil de 1891, fue requisado por los congresistas y destinado al traslado de armas desde los Estados Unidos. En esas circunstancias ocurrió el Incidente del Itata, cuando fue incautado por el gobierno estadounidense para llegar a Chile el 6 de octubre de 1891, tras el término de la guerra civil chilena y regresado a sus dueños. Fue vendido a Bruna, Sampaio & Cia. en agosto de 1918, y luego a la Compañía Nacional de Vapores. 
En 1920 fue reconstruido y se agregó mayor capacidad de camarotes formando una tercera cubierta, por ende su centro de gravedad se elevó, lo que según expertos habría influido negativamente en su estabilidad

## Naufragio

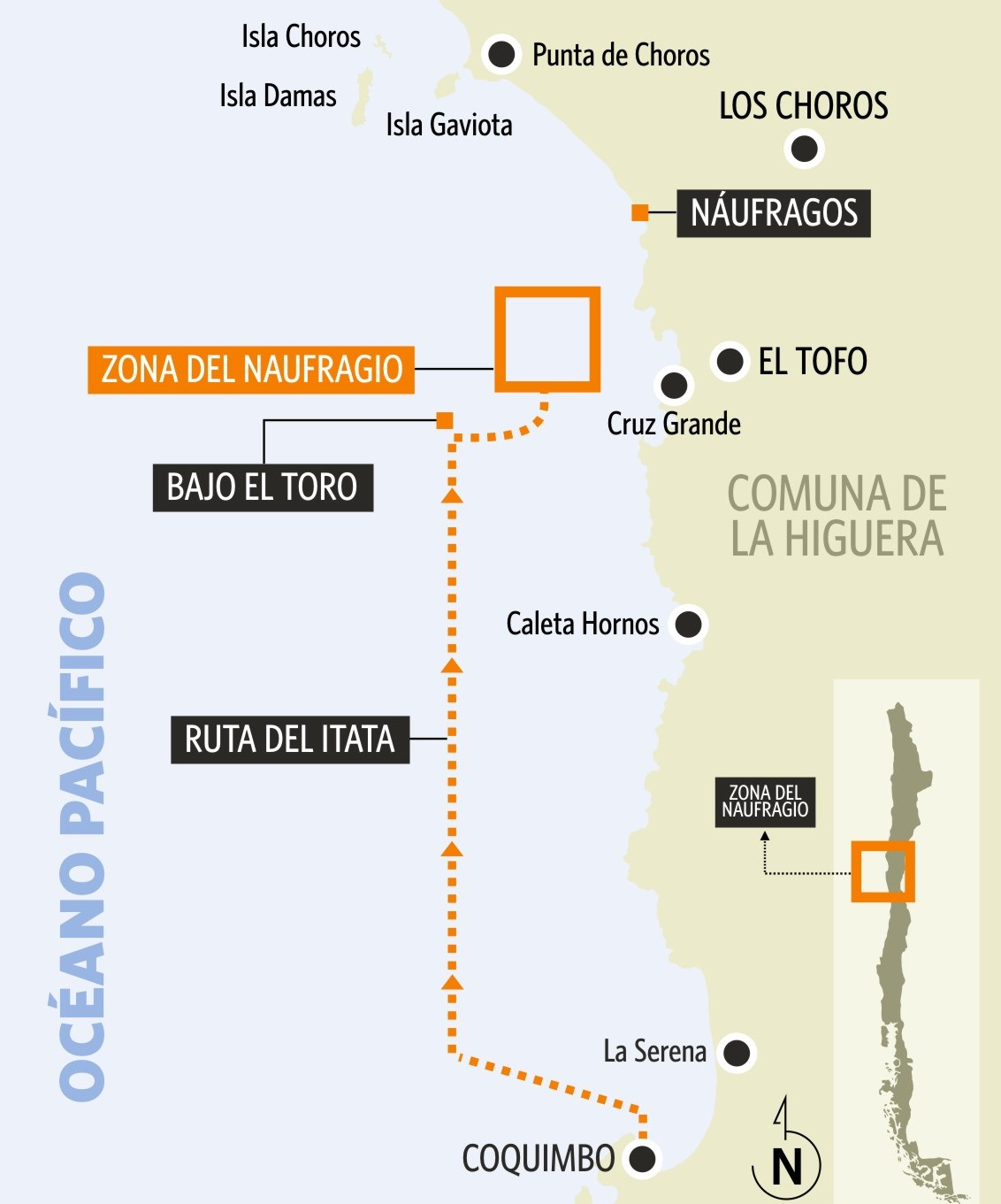
Sector del Naufragio.

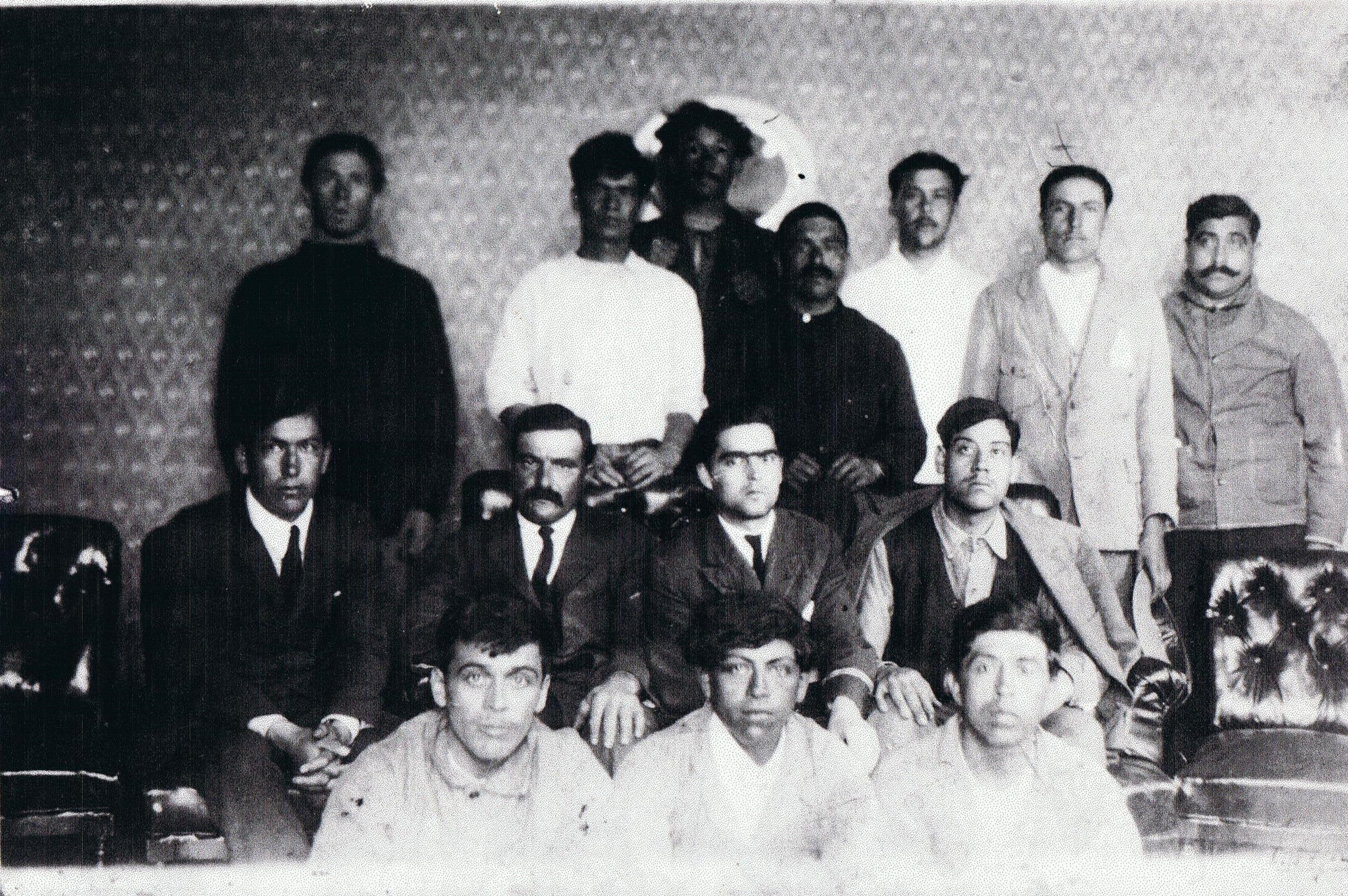
Fotografía de un grupo de sobrevivientes del naufragio.

El 28 de agosto de 1922, zarpó desde la Ciudad de Coquimbo, con destino a Antofagasta, navegando con mar gruesa y rachas de viento fuerte.
Como carga llevaba 4007 sacos de cemento, 3900 sacos de cemento en popa, 1300 fardos, 600 bultos que debía entregar en diversos puertos, 500 cajones de surtido, 500 sacos de cebada, 500 corderos, 213 vacunos y 162 barriles de vino. En cuanto al número de personas que viajaban en el vapor, existen desacuerdos. 
El contramaestre de la nave, sobreviviente de la tragedia, lo cifró en 100 tripulantes y 200 pasajeros en una entrevista con la revista Mar de la Liga Marítima. Patricio Lazcano, autor de un artículo en La Tercera, elevó a 400 la cifra de personas a bordo de la nave. Otras fuentes citan entre 374  y 478 pasajeros, la mayoría de ellos de las clases pobres de la región de Coquimbo y alrededores que migraban hacia las salitreras del descampado de Atacama en busca de mejor suerte.

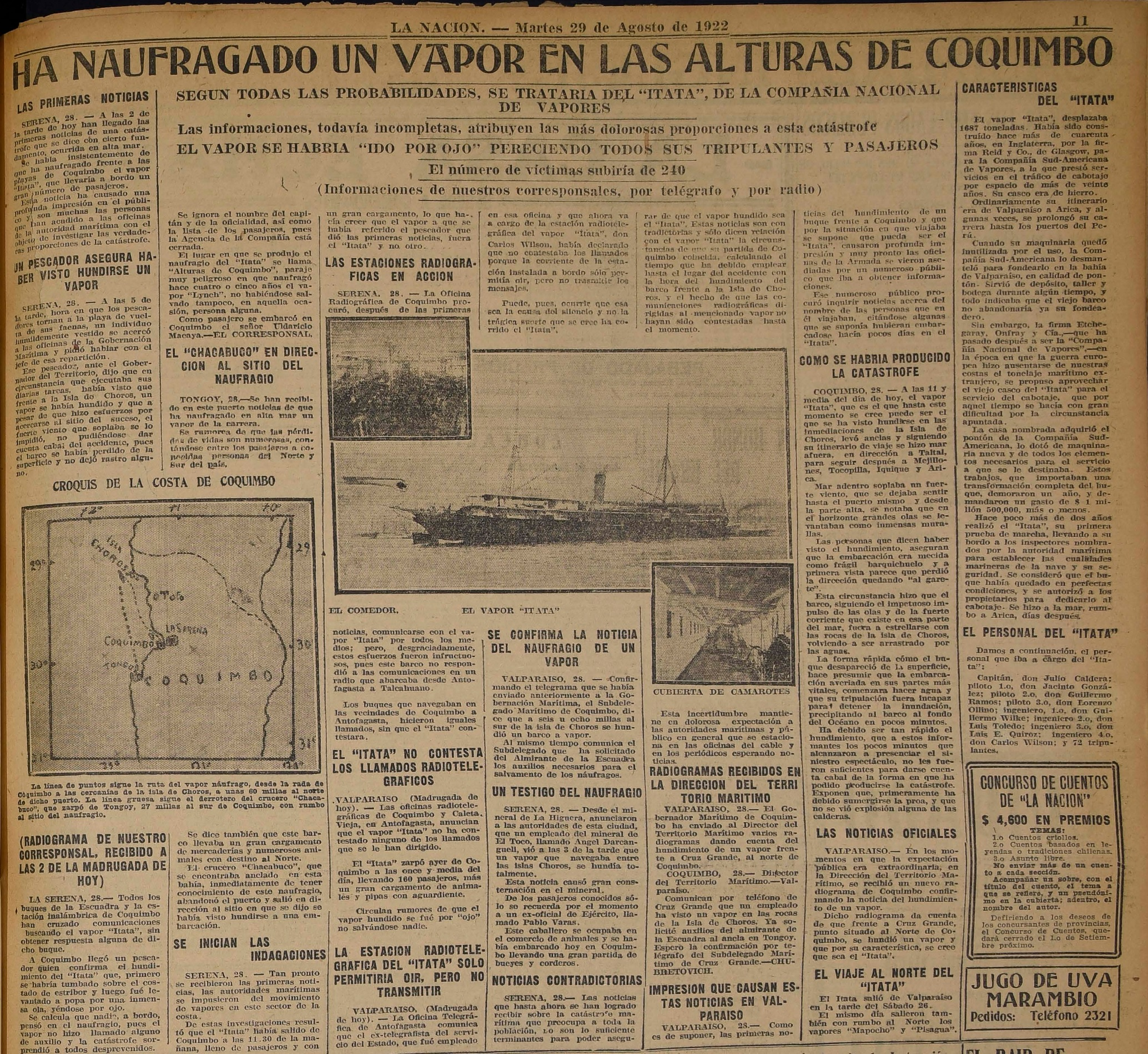
El Diario La Nación informa del naufragio del Itata (29 de agosto de 1922
).

A 15 km de la costa, entre caleta Chungungo y Punta de Choros, frente a la localidad de La Higuera, (Región de Coquimbo), el vapor comenzó a hacer agua durante un fuerte temporal y le fue imposible a la tripulación salvar la nave, que dio vuelta de campana a estribor hundiéndose en tan solo unos minutos. Con solo dos botes a disposición, pudieron salvarse 14 tripulantes y 12 pasajeros, quienes debieron permanecer hasta la mañana del día siguiente en las balsas. Actualmente se da un saldo de más de 500 muertos, lo que lo convierte en el peor accidente marítimo en la historia de Chile, la cual consideraba el naufragio del vapor Cazador como el mayor ocurrido en aguas chilenas hasta ahora (hundimiento del vapor Cazador en 1856 con 458 fallecidos).
Tras varios años de investigación, rastreo y búsqueda, El biólogo marino y cineasta Carlos Cortés junto al sociólogo y productor audiovisual Ricardo Bordones con apoyo de la Universidad Católica del Norte lograron encontrar los restos del Itata en 2017, a unos 200 m de profundidad frente a las costas de La Higuera, lo que ha sido considerado como «el hallazgo más importante en materia de patrimonio subacuático» en Chile.
Según el decreto exento 311 de 1999 del Ministerio de Educación, «[d]eclárase Monumento Histórico toda traza de existencia humana que se encuentre en el fondo de ríos y lagos y en los fondos marinos que existen bajo las Aguas Interiores y Mar Territorial de la República de Chile, por más de cincuenta años», por lo que los restos del Itata quedarían bajo protección de la ley 17288 de Monumentos nacionales.